# František V. Modenský
František V. Modenský (1. června 1819, Modena – 20. listopadu 1875, Vídeň) byl v letech 1846 až 1859 modenským, reggijským, masským a carrarským vévodou. Dále byl také arcivévodou rakouským, princem českým, uherským a chorvatským. Pocházel z rakouské dynastie z Este, což byla vedlejší větev habsbursko-lotrinské dynastie.

## Život
František byl starším ze dvou synů modenského vévody Františka IV. (1779–1846) a jeho ženy Marie Beatrice Savojské (1792–1840), dcery sardinského krále Viktora Emanuela I.
Po smrti matky v roce 1840 se stal dalším pretendentem Jakobitů anglického, skotského a irského trůnu. Po jeho smrti přešel tento post na jeho neteř, bavorskou královnu Marii Terezu.

### Manželství, potomci
V roce 1842 si vzal za ženu princeznu Adelgundu Bavorskou, dceru bavorského krále Ludvíka I. Z manželství se roku 1848 narodila jediná dcera Anna Beatrice, která však zemřela již následujícího roku 1849.

### Vévoda modenský
Na modenský trůn nastoupil František po smrti svého otce v roce 1846. O rok později, v roce 1847, kdy zemřela Marie Luisa Habsbursko-Lotrinská, parmská, piacenzská a guastallská vévodkyně, připadla Guastalla právě Františku V. z Modeny.
Za revoluce v březnu roku 1848 byl vévoda František nucen uprchnout před lidovým povstáním, téhož roku v srpnu byl za pomoci rakouského vojska znovu instalován na trůn. V listopadu ještě unikl neúspěšnému atentátu. Ani další léta neuklidnila napjatou situaci.
Po francouzsko-piemontské válce roku 1859 byl vévoda František z Modeny nucen uprchnout (14. června), když bylo vévodství anektováno francouzskými a piemontskými vojsky. V prosinci roku 1859 se Modena, Parma a Toskánsko spojily ve Spojené středoitalské provincie. Již 18. března následujícího roku 1860 začlenil sardinský král Viktor Emanuel II. vévodství do nově vzniklého Italského království. František o čtyři dny později protestoval, avšak bez výsledku. Se svým vyhnáním se nikdy nesmířil a do nadále doufal, že se opět ujme vlády v Modeně.
Po tomto tentokrát již definitivním opuštění své země se uchýlil do Vídně, kde žil v Modenském paláci. Měl rovněž letní sídlo na zámku Wildenwart v Bavorsku. Většinu času trávil v Rakousku, avšak také rád cestoval. Roku 1864 navštívil Střední východ.

### Následnictví
Jelikož již v době sesazení z trůnu byl bezdětný František V. posledním mužským příslušníkem modenské větve Habsbursko-lotrinská dynastie, která zdědila Modenu po předchozí estenské dynastii (která vymřela v roce 1803), bylo nutné určit dědice vévodské hodnosti a Františkova rozsáhlého vévodského majetku (několik zámků, pozemky, cenné sbírky umění, zbraní, známek, finanční hotovost). Nejbližší dědičkou byla Františkova neteř Marie Tereza, provdaná do bavorské královské rodiny. Další v pořadí byly Františkovi sestry: bezdětná Marie Tereza a Marie Beatrix, jejíž dva synové Karel a Alfons Bourbonští byly v dětství vychováni v Modeně. 
František V. nakonec zavrhl některého z dědiců z vévodské rodiny a obrátil se na vládnoucí linii Habsbursko-lotrinské dynastie. Nabídl arcivévodovi Karlu Ludvíkovi (mladší bratr císaře Františka Josefa I.), že ustanoví jednoho z jeho synů svým dědicem, a to pod podmínkou, že chlapec přijme znak a rodové jméno Este, naučí se během 12 měsíců obstojně italsky, vyvaruje se sňatku s nekatolickými princeznami a přičiní se o obnovení vévodství. Pokud by vybraní arcivévodové postupně odmítli nebo závazky nesplnili, měli se dědici stát oba synové Marie Beatrix Modenské. Arcivévoda Karel Ludvík informoval své dva starší syny. Mladší syn Otto požadavek naučit se italsky striktně odmítl, starší František Ferdinand naopak se k jeho splnění zavázal. Poté, co císař František Josef I. udělil svolení, bylo k habsburskému jménu Františka Ferdinanda připojeno jméno Este a on podstoupil výuku italštiny. Kromě výše uvedených podmínek podle testamentu nesmělo být dědictví nikdy zcizeno.
František V. z Modeny zemřel 20. listopadu 1875 (ve věku 56 let) a pochován byl v císařské hrobce kapucínského kláštera ve Vídni. Mladému arcivévodovi Františku Ferdinandovi bylo v té době pouhých dvanáct let a nově nabytým dědictvím se stal jednou z nejbohatších osob v Rakousku-Uhersku.

## Vývod z předků
|                       |                                      |  |                    |                                             |  |  |  |  |  |  |  | Leopold Josef Lotrinský |
|                       |                                      |  |                    |                                             |  |  |  |  |  |  |  |                         |
|                       | František I. Štěpán Lotrinský        |  |                    |                                             |  |  |  |  |  |  |  |                         |
|                       |                                      |  |                    |                                             |  |  |  |  |  |  |  |                         |
|                       |                                      |  |                    | Alžběta Charlotta Orléanská                 |  |  |  |  |  |  |  |                         |
|                       |                                      |  |                    |                                             |  |  |  |  |  |  |  |                         |
|                       | Ferdinand Karel Habsbursko-Lotrinský |  |                    |                                             |  |  |  |  |  |  |  |                         |
|                       |                                      |  |                    |                                             |  |  |  |  |  |  |  |                         |
|                       |                                      |  |                    | Karel VI.                                   |  |  |  |  |  |  |  |                         |
|                       |                                      |  |                    |                                             |  |  |  |  |  |  |  |                         |
|                       | Marie Terezie                        |  |                    |                                             |  |  |  |  |  |  |  |                         |
|                       |                                      |  |                    |                                             |  |  |  |  |  |  |  |                         |
|                       |                                      |  |                    | Alžběta Kristýna Brunšvicko-Wolfenbüttelská |  |  |  |  |  |  |  |                         |
|                       |                                      |  |                    |                                             |  |  |  |  |  |  |  |                         |
|                       | František IV. Modenský               |  |                    |                                             |  |  |  |  |  |  |  |                         |
|                       |                                      |  |                    |                                             |  |  |  |  |  |  |  |                         |
|                       |                                      |  |                    | František III. d'Este                       |  |  |  |  |  |  |  |                         |
|                       |                                      |  |                    |                                             |  |  |  |  |  |  |  |                         |
|                       | Ercole III. d'Este                   |  |                    |                                             |  |  |  |  |  |  |  |                         |
|                       |                                      |  |                    |                                             |  |  |  |  |  |  |  |                         |
|                       |                                      |  |                    | Šarlota Aglaé Orléanská                     |  |  |  |  |  |  |  |                         |
|                       |                                      |  |                    |                                             |  |  |  |  |  |  |  |                         |
|                       | Marie Beatrice d'Este                |  |                    |                                             |  |  |  |  |  |  |  |                         |
|                       |                                      |  |                    |                                             |  |  |  |  |  |  |  |                         |
|                       |                                      |  |                    | Alderano I. Cybo-Malaspina                  |  |  |  |  |  |  |  |                         |
|                       |                                      |  |                    |                                             |  |  |  |  |  |  |  |                         |
|                       | Marie Tereza Cybo-Malaspina          |  |                    |                                             |  |  |  |  |  |  |  |                         |
|                       |                                      |  |                    |                                             |  |  |  |  |  |  |  |                         |
|                       |                                      |  |                    | Richarda Gonzagová                          |  |  |  |  |  |  |  |                         |
|                       |                                      |  |                    |                                             |  |  |  |  |  |  |  |                         |
| František V. Modenský |                                      |  |                    |                                             |  |  |  |  |  |  |  |                         |
|                       |                                      |  |                    |                                             |  |  |  |  |  |  |  |                         |
|                       |                                      |  | Karel Emanuel III. |                                             |  |  |  |  |  |  |  |                         |
|                       |                                      |  |                    |                                             |  |  |  |  |  |  |  |                         |
|                       | Viktor Amadeus III. Sardinský        |  |                    |                                             |  |  |  |  |  |  |  |                         |
|                       |                                      |  |                    |                                             |  |  |  |  |  |  |  |                         |
|                       |                                      |  |                    | Polyxena Hesensko-Rotenburská               |  |  |  |  |  |  |  |                         |
|                       |                                      |  |                    |                                             |  |  |  |  |  |  |  |                         |
|                       | Viktor Emanuel I. Sardinský          |  |                    |                                             |  |  |  |  |  |  |  |                         |
|                       |                                      |  |                    |                                             |  |  |  |  |  |  |  |                         |
|                       |                                      |  |                    | Filip V. Španělský                          |  |  |  |  |  |  |  |                         |
|                       |                                      |  |                    |                                             |  |  |  |  |  |  |  |                         |
|                       | Marie Antonie Španělská              |  |                    |                                             |  |  |  |  |  |  |  |                         |
|                       |                                      |  |                    |                                             |  |  |  |  |  |  |  |                         |
|                       |                                      |  |                    | Alžběta Parmská                             |  |  |  |  |  |  |  |                         |
|                       |                                      |  |                    |                                             |  |  |  |  |  |  |  |                         |
|                       | Marie Beatrice Savojská              |  |                    |                                             |  |  |  |  |  |  |  |                         |
|                       |                                      |  |                    |                                             |  |  |  |  |  |  |  |                         |
|                       |                                      |  |                    | František I. Štěpán Lotrinský               |  |  |  |  |  |  |  |                         |
|                       |                                      |  |                    |                                             |  |  |  |  |  |  |  |                         |
|                       | Ferdinand Karel Habsbursko-Lotrinský |  |                    |                                             |  |  |  |  |  |  |  |                         |
|                       |                                      |  |                    |                                             |  |  |  |  |  |  |  |                         |
|                       |                                      |  |                    | Marie Terezie                               |  |  |  |  |  |  |  |                         |
|                       |                                      |  |                    |                                             |  |  |  |  |  |  |  |                         |
|                       | Marie Tereza Rakouská-Este           |  |                    |                                             |  |  |  |  |  |  |  |                         |
|                       |                                      |  |                    |                                             |  |  |  |  |  |  |  |                         |
|                       |                                      |  |                    | Ercole III. d'Este                          |  |  |  |  |  |  |  |                         |
|                       |                                      |  |                    |                                             |  |  |  |  |  |  |  |                         |
|                       | Marie Beatrice d'Este                |  |                    |                                             |  |  |  |  |  |  |  |                         |
|                       |                                      |  |                    |                                             |  |  |  |  |  |  |  |                         |
|                       |                                      |  |                    | Marie Tereza Cybo-Malaspina                 |  |  |  |  |  |  |  |                         |
|                       |                                      |  |                    |                                             |  |  |  |  |  |  |  |                         |